# Paul Depondt
Paul Depondt, né le 31 décembre 1926 à Clamart, Hauts-de-Seine, et mort le 13 avril 2007  à Chicago, est un architecte français connu pour son usage de structures métalliques.

## Biographie
Paul Depondt commence une carrière aux États-Unis. De 1951 à 1954, il se rend à Chicago pour étudier avec l'architecte Ludwig Mies van der Rohe à l’Institut de technologie de l'Illinois (Illinois Institute of Technology ; IIT). Dans cette ville, son travail consiste à créer des logements préfabriqués à bas coût. Paul Depondt étudie ensuite à Harvard en 1955 et 1956 où il est dirigé par Walter Gropius, le fondateur du Bauhaus.
Cependant, il est inconnu en France jusqu’à la visite du Français Bernard Chochoy, secrétaire d'État à la Reconstruction et au Logement, qui visite Chicago à la fin de l'année 1956. C’est ainsi que le maire de l’époque, Richard J. Daley, lui fait connaître les réalisations de l’architecte français Paul Depondt. Paul Depondt est ensuite officiellement introduit en France et y mène à bien plusieurs réalisations. En 1957, Paul Depondt est employé par l'urbaniste Marcel Lods. Pendant près de huit ans, Paul Depondt continue des allées et venues pour enseigner à l’IIT. En 1964, il fonde l'agence Lods Depondt Beauclair et crée le Groupement d'Etude pour une Architecture Industrialisée (G.E.A.I.). Dès 1974, il devient indépendant et construit massivement à Cergy.
Il a également travaillé à New York avec I.M. Pei (1917-2019), l’architecte qui a conçu et réalisé la Pyramide du Louvre.

## Principales réalisations en France
- Le Cap Cergy à Cergy, France, en 1996 ;
- Le Galien à Cergy, France, en 1984 ;
- Les Marjoberts à Cergy, France, en 1982 ;
- Tour 3M, à Cergy, France, en 1976 [6];
- Résidence La Perralière, à Villeurbanne, France, en 1974 ;
- Quartier Les Mousseaux à Villepinte ( Lods Marcel, Beauclair Henri, Depondt Paul )[7]
- Maison des sciences de l'homme à Paris, France, en 1968 [8];
- Ensemble de la Grand Mare à Rouen, France, en 1968[9] ;
- Ancien restaurant universitaire et actuelle "Agence d'Urbanisme de la Région de Reims" en association avec Marcel Lods, à Reims, France, en 1965.
- Faculté des sciences de l'université de Reims Champagne-Ardenne, à Reims, France, en 1960.